# Liacarus frontinalis
Liacarus frontinalis är en kvalsterart som beskrevs av Banks 1906. Liacarus frontinalis ingår i släktet Liacarus och familjen Liacaridae. Inga underarter finns listade i Catalogue of Life.